# Динамо (футбольный клуб, Ташкент)
«Динамо» — советский футбольный клуб из Ташкента. Основан не позднее 1929 года. Последний раз упоминается в 1954 году.

## Достижения
- Во Второй группе — 3 место (в Среднеазиатской зоне второй группы 1947).
- В Кубке СССР — 1/2 финала (1939).

## Известные тренеры
- Бутусов, Михаил Павлович.

## Известные игроки
- Щегоцкий, Константин Васильевич.